# Lake Griffin
Lake Griffin ist ein See im Lake County und im Marion County im US-Bundesstaat Florida.
Der See hat eine Fläche von 37 km². Am Ufer liegen die Städte Fruitland Park und Leesburg. Im See liegen die Inseln Picciola Island und Treasure Island. Der See ist durch den Haines Creek mit dem Lake Eustis verbunden.